# Cashel
Cashel (irl. Caiseal Mumhan) – miasto leżące w hrabstwie Tipperary, słynie z najstarszych zabytków Irlandii, sięgających czasów przedchrześcijańskich. Wraz z sąsiednim Kilkenny miejsce to stanowi historyczny klejnot południowo-wschodniej Irlandii. Cashel, zwane jeszcze dziś Miastem Królewskim (Cashel of the Kings), nie jest jedynie dawną rezydencją królów Munsteru. To również siedziba episkopatu, wzniesiona na miejscu dawnego ośrodka kultu celtyckiego. W Cashel mieszka 2 274 osób (2011). Najwyższe wzniesienie w Cashel to Rock of Cashel (61 m n.p.m.)

## Historia

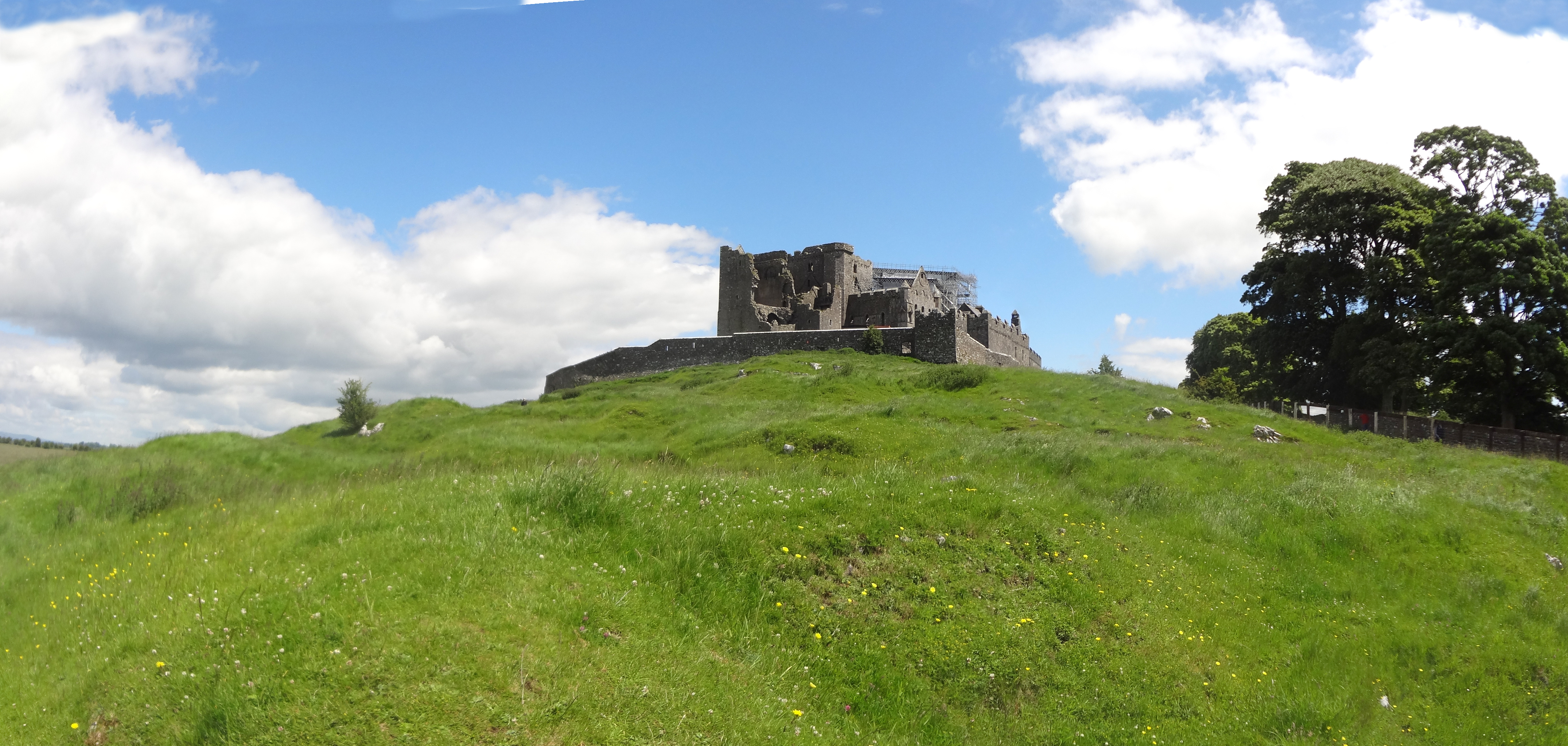

### Królewskie Cashel
Ślady mieszkańców Cashel sprzed epoki chrześcijańskiej już się zatarły. W dawnych czasach wzgórze zapewne służyło za miejsce kultu pogańskiego. Klan Eogahnacta (wywodzący się od galijskiego Eoghan Mora, założyciela królestwa Munsteru) osiadł tam w IV wieku p.n.e. Legenda głosi, że w 370 roku król Corku wybudował w tym miejscu cytadelę. Około roku 450 Święty Patryk, nawracający mieszkańców na chrześcijaństwo, miał tam podobno ochrzcić króla Aengusa, który w ten sposób został pierwszym chrześcijańskim władcą Munsteru, w mieście zaś ustanowił siedzibę biskupa. Cashel pozostawał stolicą królów Munsteru do 1100 roku. Pośród nich były wielkie postaci, takie jak Cormac MacCullinam, król i biskup Cashel, oraz władca lokalnego królestwa w północnej części Munsteru – Brian Boruma (Brian Boru), który w 1002 roku został tu koronowany.

### Miejsce kultu
W 1101 roku inny władca, Murtogh O'Brien, przekazał Cashel Kościołowi, ofiarując go Bogu i Świętemu Patrykowi (obecnie jest on patronem Irlandii, jego święto, 17 marca, jest dniem w którym Irlandczycy przypinają znak koniczyny – dawnej świętej rośliny druidów, której misjonarz używał jako symbolu krzyża i Trójcy Świętej). Nowa siedziba biskupów prężnie się rozwijała. Innisfallen, od 1127 roku Cormac Mac Carthy, król Desmondu (lub Des Mumha, północnego Munsteru) kazał wybudować kaplicę i nazwać ją swoim imieniem. W tej samej epoce została wzniesiona okrągła baszta. 6 listopada 1171 roku narodowy synod irlandzki uznał w tym miejscu zwierzchność króla Anglii, Henryka II. Synod ten wprowadził reformy nie tylko w obyczajach kościelnych ale i w jego prawie. W 1494 katedrę ogarnął pożar wzniecony przez Geralda Mora, pana Kildare. W 1647 roku wojska Cromwella dokonały w mieście rzezi trzech tysięcy mieszkańców. W 1774 roku siedzibę katolickich arcybiskupów przeniesiono do Thurles.

## Współpraca
Miejscowość partnerska:
- Bièvre, Belgia